# Löbnitz (Szászország)
Löbnitz település Németországban, azon belül Szászország tartományban. Lakosainak száma 2106 fő (2023. december 31.). Löbnitz Delitzsch és Schönwölkau községekkel határos.

## A település részei
- Löbnitz,
- Roitzschjora (1973-tól),
- Sausedlitz (1994-től),
- Reibitz (1993-tól)

## Népesség
A település népességének változása:
| Lakosok száma | 2080 | 2046 | 2016 | 2100 | 2126 | 2106 |
|               | 2014 | 2017 | 2019 | 2021 | 2022 | 2023 |

## Képek

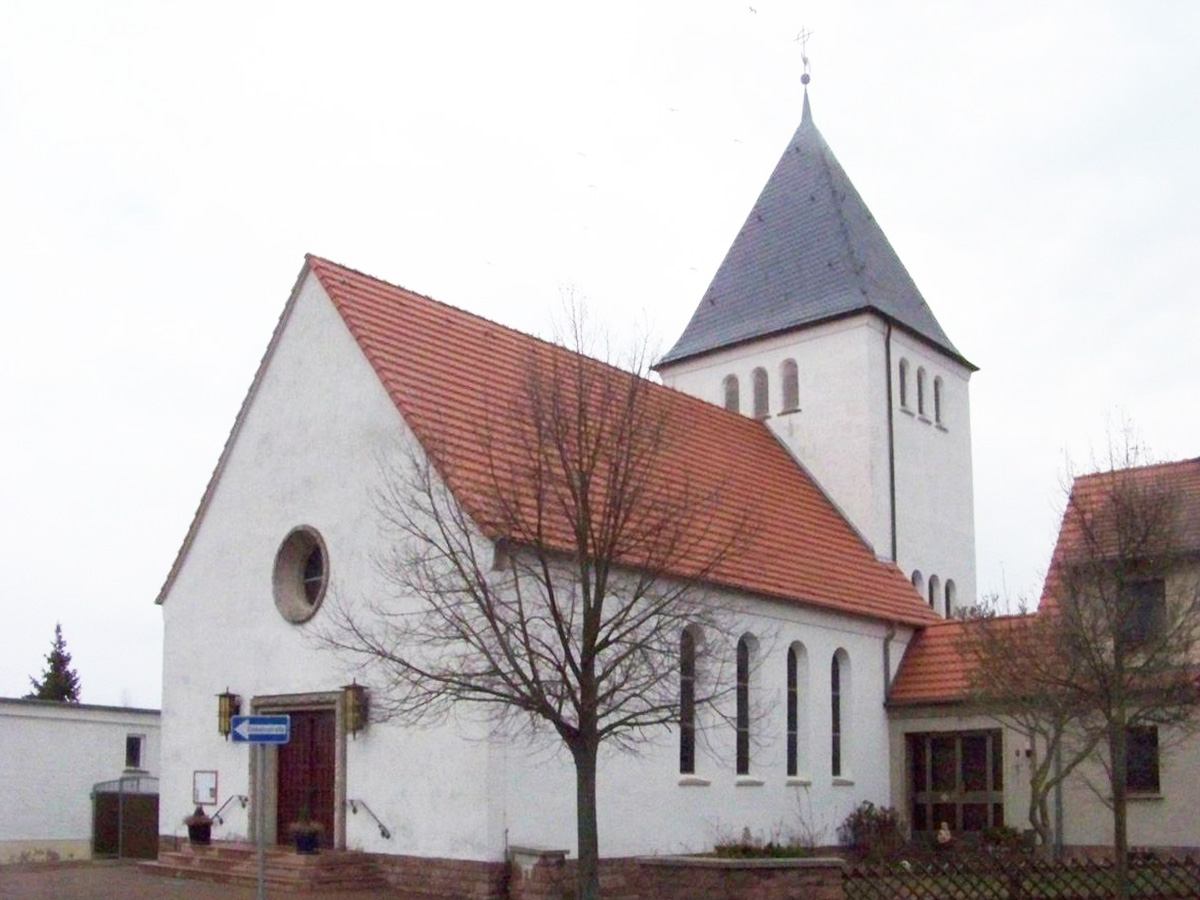
A katolikus templom
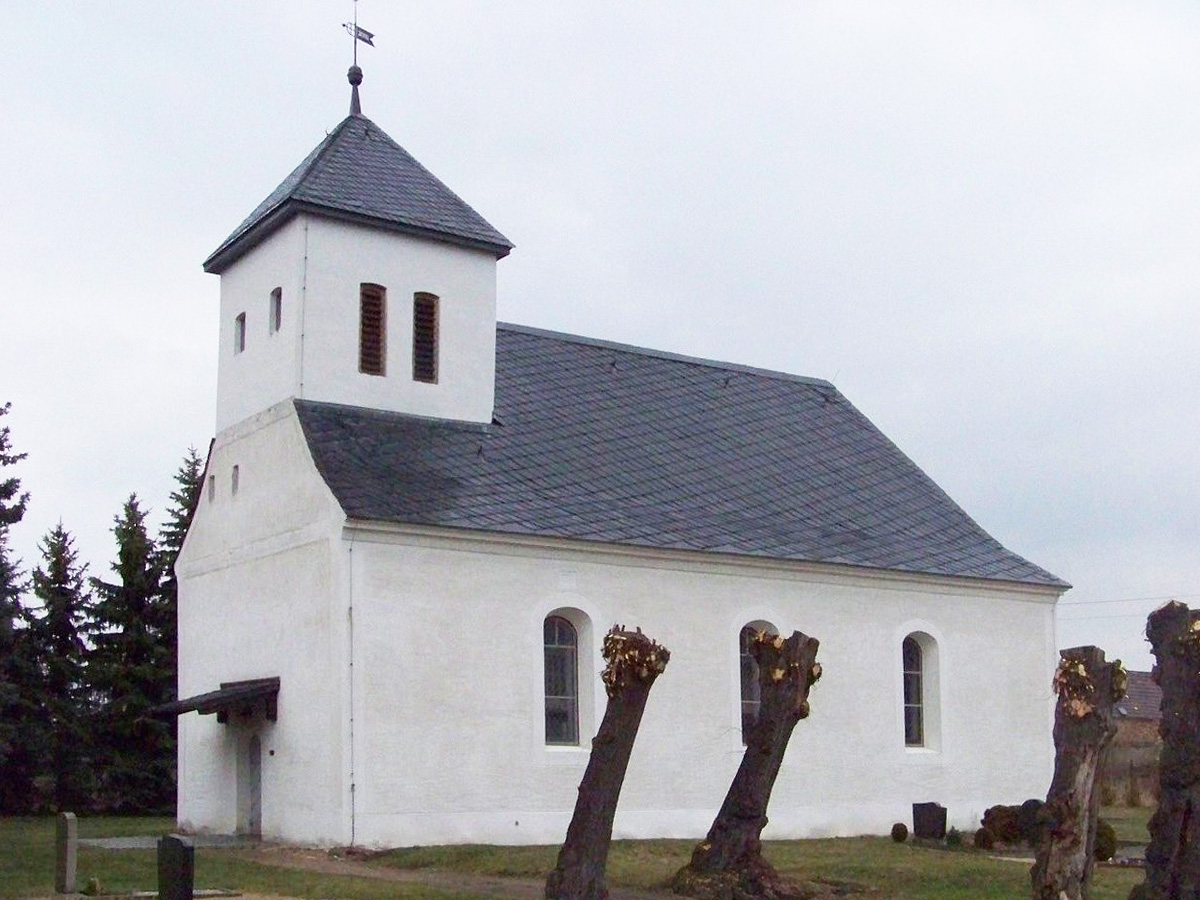
A templom Reibitzben
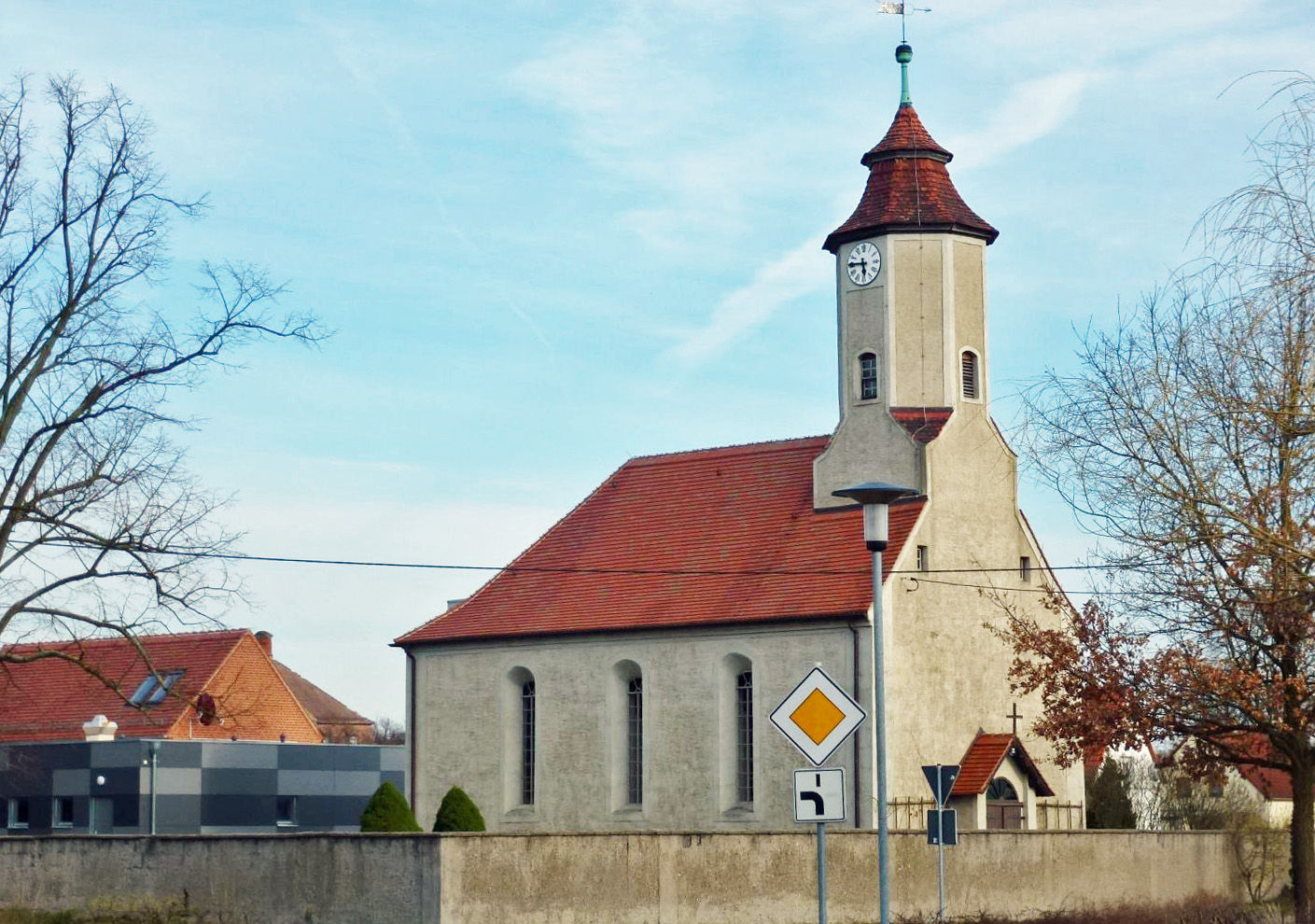
A sausedlitzi templom
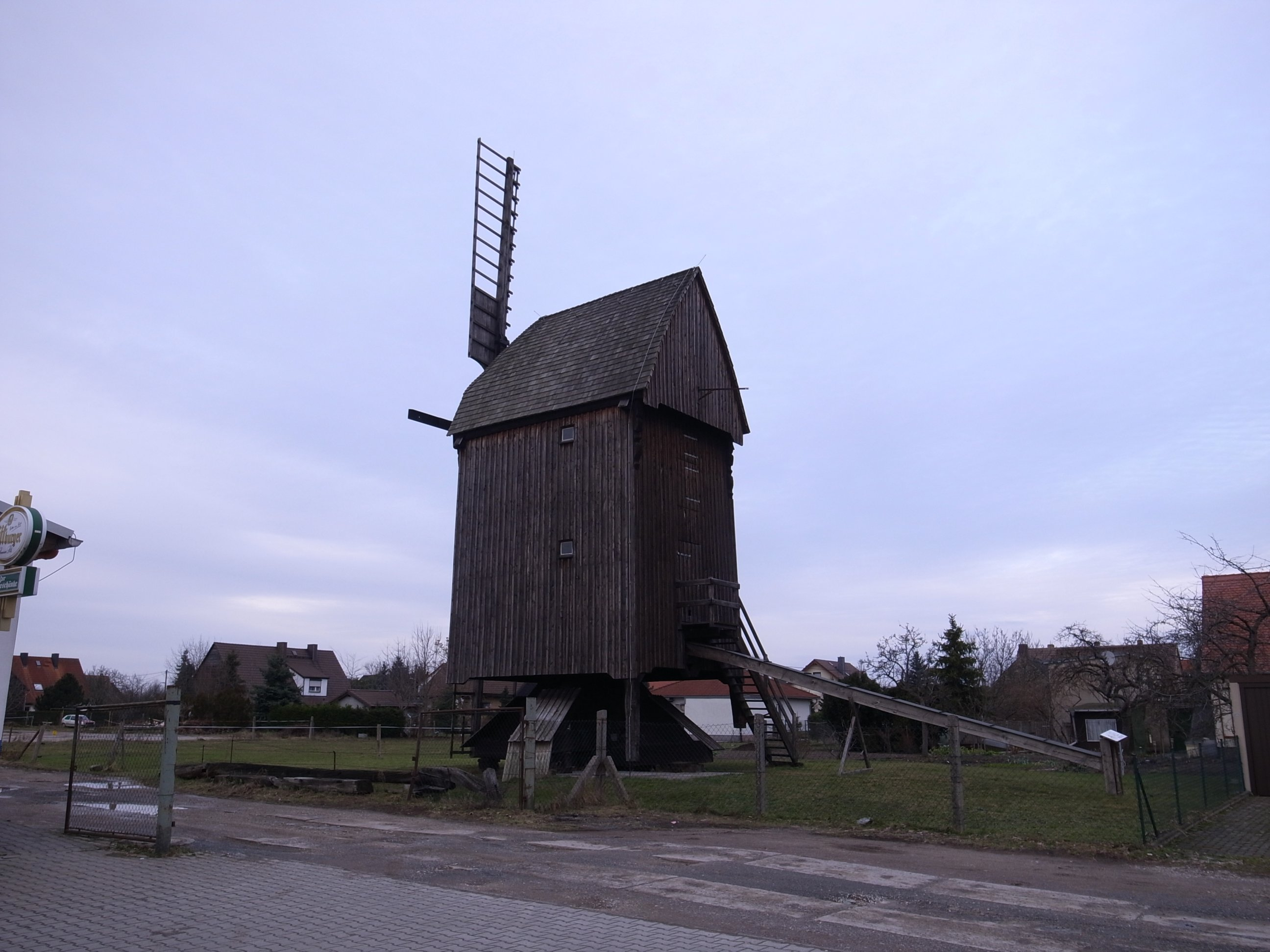
Malom
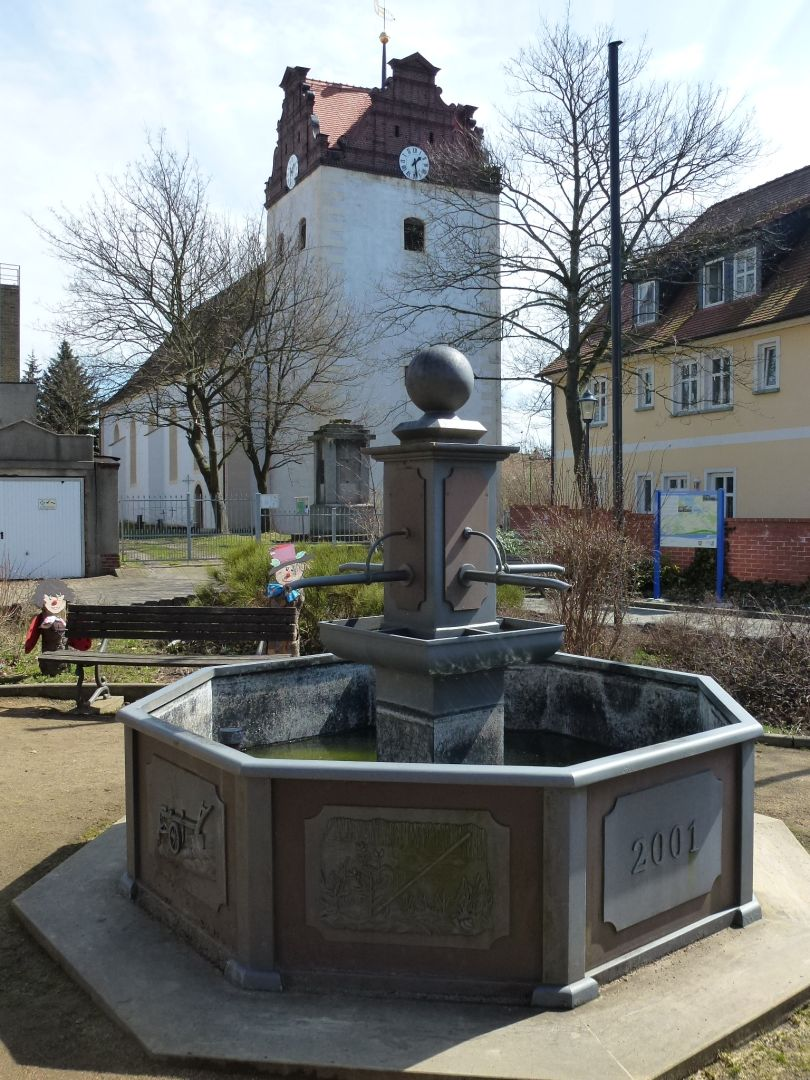
Szökőkút
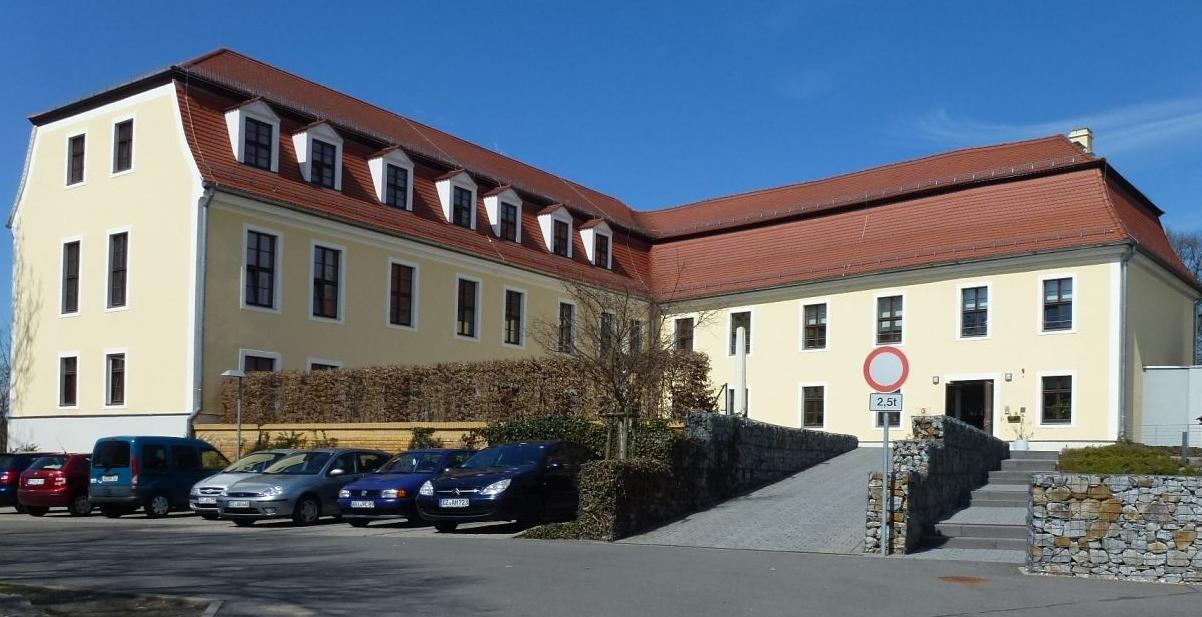
Az idősek otthona Löbnitzben